# Giovanni Tedesco
Giovanni Tedesco (ur. 13 maja 1972 w Palermo) – włoski piłkarz grający na pozycji środkowego pomocnika, a także trener. Brat Giacomo Tedesco, również piłkarza.
W Serie A rozegrał 258 spotkań i zdobył 34 bramki.